# Nuchatlaht

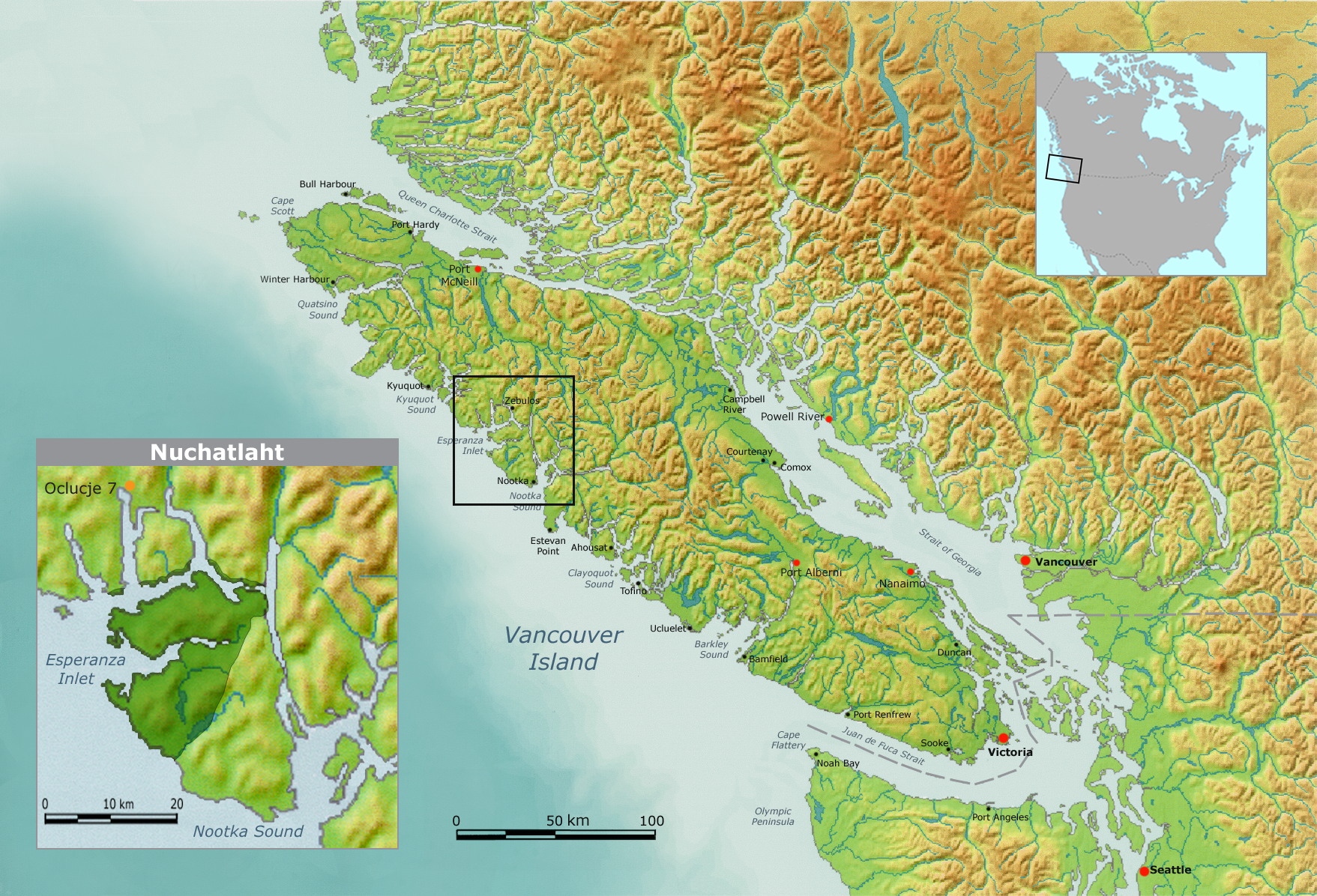
Traditionelles Territorium der Nuchatlaht und heutiges Hauptreservat

Die Nuchatlaht sind Indianer und leben auf der Vancouver-Insel vor der Westküste Kanadas. Sie sprechen Wakash und Englisch und gehören zu den Nuu-chah-nulth. Gegenüber der kanadischen Regierung werden sie vor allem durch den Nuu-chah-nulth Tribal Council vertreten.
Nur noch 37 der 180 Angehörigen verteilten sich im April 2010 auf 11 Reservate (insgesamt rund 94 ha) im Esperanza Inlet und auf Nootka Island. Den Sund teilen sie sich mit den Ehatteshaht. Die meisten Nuchatlaht leben im Reservat Oclucje 7 (ungefähr U-klu-dschi gesprochen), wobei dieser Ort etwa 50 Einwohner hat und rund 12 km von Zeballos entfernt liegt.

## Geschichte
Die elf Reservate wurden ihnen 1889 von Commissioner O’Reilly zugewiesen. Ihr ursprünglicher Wohnraum konzentrierte sich um Nuchatlitz im Norden von Nootka Island.
1881 zählten die Ehattesaht 147 Stammesmitglieder, 1891 nur noch 105. Im April 2010 lebten im Reservat 37 Menschen, weitere 17 in anderen Reservaten, 126 außerhalb der Reservate (noch im Mai 2009 waren es 114) – insgesamt 180 Angehörige.
Ihr Häuptling (engl. Chief) ist Walter Michael Sr., ihn beraten drei Councillors (Ratsmitglieder). Als eine der wenigen Bands haben sich die Nuchatlaht entschieden, das ererbte Häuptlingssystem beizubehalten. Der Chief berät sich noch immer mit seinen Eltern, Alban und Rose, von denen er das Häuptlingsamt 1999 ererbt hat. Im April 2006 unterzeichnete er einen Vertrag, in dem die Nutchatlaht Zugang zur Strathcona Timber Supply Area erhalten. Dazu erhielten sie 330.000 Dollar und Anspruch auf 48.000 Raummeter Holz.